# Partito Liberal-Democratico di Bielorussia
Il Partito Liberal-Democratico di Bielorussia (in bielorusso Ліберальна-дэмакратычная партыя Беларусі?, in russo Либерально-демократическая партия Беларусі?) è un partito politico bielorusso, rappresentato da un rappresentante alla Camera dei rappresentanti e da un consigliere al Consiglio della Repubblica. È stato creato nel 1994 come successore in Bielorussia del Partito Liberal Democratico dell'Unione Sovietica, scioltosi ufficialmente nel 1992.
Pur essendo un partito di opposizione formale, sostiene de facto il governo della Bielorussia del Presidente Lukashenko tramite i propri rappresentanti parlamentari.

## Risultati elettorali
| Elezione          | Voti    | %    | Seggi   | Posizione         |
| ----------------- | ------- | ---- | ------- | ----------------- |
| Parlamentari 2004 | 122.605 | 2,01 | 1 / 110 | Opposizione       |
| Parlamentari 2008 | 43.752  | 0,83 | 0 / 110 | Extraparlamentare |
| Parlamentari 2012 | 249.455 |      | 0 / 110 | Extraparlamentare |
| Parlamentari 2016 | 218.081 |      | 1 / 110 | Opposizione       |
| Parlamentari 2019 | 280.683 |      | 1 / 110 | Opposizione       |
| Parlamentari 2024 | 181.836 | 3,6% | 4 / 110 | Opposizione       |

### Elezioni Presidenziali
| Elezione | Candidato            | 1º Turno  | 1º Turno | 2º Turno | 2º Turno | Risultato |
| Elezione | Candidato            | Voti      | %        | Voti     | %        | Risultato |
| -------- | -------------------- | --------- | -------- | -------- | -------- | --------- |
| 2001     | Sjarhej Hajdukevič   | 153 199   | 2%       |          |          | 3º Posto  |
| 2006     | Sjarhej Hajdukevič   | 230.664   | 4%       |          |          | 3º Posto  |
| 2010     | Andrėj Sannikaŭ      | 156.419   | 2%       |          |          | 2º Posto  |
| 2015     | Sjarhej Hajdukevič   | 201 945   | 3%       |          |          | 3º Posto  |
| 2020     | Alexander Lukashenko | 4.661.075 | 80%      |          |          | Eletto    |
| 2025     | Aleh Gajdukevič      | 119 272   | 2%       |          |          | 3º Posto  |